# Wilhelm Strohmayer
Wilhelm Strohmayer (ur. 7 sierpnia 1874 w Memmingen, zm. 16 marca 1936 w Jenie) – niemiecki lekarz psychiatra, jeden z pierwszych psychiatrów dziecięcych w Niemczech.
Początkowo chciał studiować chemię, ale za namową Otto Binswangera podjął studia medyczne, rozpoczęte w semestrze zimowym 1893/94 w Jenie. W 1899 otrzymał tytuł doktora nauk medycznych po przedstawieniu dysertacji "Ueber Enteritis membranacea und colica mucosa". Następnie praktykował jako lekarz-asystent w klinice Binswangera w Jenie. W 1906 habilitował się z psychiatrii na podstawie pracy "Zur Klinik, Diagnose und Prognose der Amentia". 

## Wybrane prace
- Über Enteritis membranacea und Colica mucosa (1899)
- Das manisch-depressive Irresein. J.F. Bergmann, 1914
- Die Vererbung des Habsburger Familientypus. Deutsche Akademie der Naturforscher, 1937